# Ley testamentaria
La ley testamentaria fue una ley expedida en Roma por el dictador Lucio Cornelio Sila, en la cual se establecía la pena de muerte contra los esclavos y la deportación y confiscación de bienes contra las personas libres, que hiciesen o firmasen testamentos falsos.